# Wasmannia auropunctata
A pixixica (Wasmannia auropunctata) (Roger 1863) é uma formiga da subfamília Myrmicinae nativa das regiões neotropicais, apresenta uma cor amarelo-avermelhada, medindo cerca de 1,5 mm. Possui grande importância ecológica e econômica, principalmente no setor cacaueiro das regiões sul e sudeste da Bahia, devido a suas picadas dolorosas que torna a colheita do cacau dificultoso. Também é conhecida como pequena formiga de fogo (little fire ants) e confundidas com a também formiga de fogo Solenopsis invicta. É uma das espécies que tem contato frequente com pessoas.
Geralmente constroem ninhos no solo ou na parte interior ou sob a casca das árvores. Sua picada é muito dolorosa e o veneno pode causar alergias. São atraídas por ambientes antropizados o que facilita sua dispersão, um dos motivos para ser reconhecida como praga em ambientes instáveis. É necessário estudos a cerca do controle populacional desta espécie.